# Karana (bướm đêm)
Karana là một chi bướm đêm thuộc họ Noctuidae.

## Loài
- Karana argyrosemastis (Hampson, 1918)
- Karana decorata Moore, 1882
- Karana gemmifera (Walker, [1858])
- Karana hoenei (Bang-Haas, 1927)
- Karana laetevirens (Oberthür, 1884)
- Karana metallica Boursin, 1970